# Ноель Браун
Ноель Крістофер Браун (англ. Noël Christopher Browne; 20 грудня 1915 — 21 травня 1997) — ірландський політик, міністр охорони здоров'я з 1948 до 1951 рік, лідер Національних прогресивних демократів з 1958 по 1963 р. Член Дойла (нижньої палати парламенту Ірландії) з 1948 по 1954, з 1957 по 1973 і з 1977 по 1982 рр. З 1973 по 1977 рік був сенатором верхньої палати від Дублінського університетського виборчого округу.
Як міністру охорони здоров'я, Брауну приписують ведення успішної війни з туберкульозом. Однак його спроба впровадити програму матері та дитини фактично призвела до повалення першого міжпартійного уряду Джона Костелло у 1951 році та залишається однією з найбільших політичних суперечок у сучасній політичній історії Ірландії.
Браун був відомим, але часом дуже суперечливим політиком. Він встиг стати у Дойлі членом п'яти політичних партій (дві з яких він співзаснував): Кланн на Поблахта (відставка), Фіанна Файл (виключення), Національні прогресивні демократи (співзасновник), Лейбористська партія (відставка) і Соціалістична трудова партія (співзасновник), а також незалежним членом парламенту. Широко визнано, що Браун мав схильність до образ і ворожнеч. Разом з тим його вважають прогресивною силою в Ірландії: він виступав проти тілесних покарань й апартеїду, підтримував доступ до контрацепції, право на аборти та ЛГБТ-спільноту за багато десятиліть до того, як такі погляди стали мейнстримом.

## Раннє життя та кар'єра
Народився на Бат-стріт у Вотерфорді, ріс у районі Богсайд у Деррі. Сім'я Браунів також деякий час жила в Атлоні та Баллінробі. Його мати Мері Тереза (уроджена Куні) народилася 1885 року в Голлімаунт, графство Мейо. Його батько Джозеф Браун, сержант королівської ірландської поліції, пізніше працював інспектором Національного товариства із запобігання жорстокому поводженню з дітьми, і, частково внаслідок цієї роботи, вся родина Браунів заразилася туберкульозом. Батько помер першим, залишивши лише 100 фунтів стерлінгів на утримання дружини та семи дітей. Незадовго до смерті, побоюючись, що залишившись в Ірландії, діти потраплять до робітничого дому, Мері продала все майно Браунів і вивезла сім'ю в Лондон. За два дні після переїзду Мері померла, і була похована у божедомці. Наступного року помер старший брат Ноеля, Джоді. До цього у Джоді розвинулись горбатість і вовча паща. Ноель згадував про брата як про «повністю небажаного» у суспільстві, що змусило сестру віддати того в робітничий будинок. Там Джоді помер на операційному столі, коли, за словами Ноеля, лікар зробив йому «експериментальну» пластичну операцію. Джоді також поховали в божедомці. Пізніше від туберкульозу померли його молодша сестра Анні і старші сестри Айлін і Уна.
1929 року його безоплатно прийняли до підготовчої школи святого Антонія в Істборні. Пізніше він отримав стипендію на навчання у Бомонт-коледжі, єзуїтській школі поблизу Олд-Віндзора, графство Беркшир. Під час навчання він потоваришував з Невілом Ченсом, заможним хлопцем із Дубліна. Батько Невілла, видатний хірург Артур Ченс, згодом оплатив навчання Брауна у медичній школі Триніті-коледжа в Дубліні.
1940 року, під час навчання, у Брауна стався серйозний рецидив туберкульозу. Сім'я Ченсів оплатила його лікування в санаторії в Мідгерсті, графство Сассекс. Він одужав, склав медичні іспити 1942 року та розпочав свою кар'єру лікаря-інтерна в лікарні доктора Стівенса в Дубліні, де працював під керівництвом Бетела Соломонса. Згодом працював у численних санаторіях Ірландії й Англії. Він дійшов висновку, що боротися з розповсюдженням туберкульозу можливо лише через політичні зміни.

### Початок політичної кар'єри
Бідність і втрати, які Браун пережив у дитинстві, глибоко вплинули на нього. Своє виживання і отриману освіту він вважав цілковитою випадковістю, яка врятувала його від смерті у забутті і злиднях, які спіткали більшу частину його сім'ї. Це спонукало піти в політику, щоб переконатися, що нікого більше не спіткає така сама доля, яка спіткала його родину.
Браун приєднався до нової ірландської республіканської партії Кланн на Поблахта і його обрали до Дойл Ерен від південно-східного виборчого округу Дубліна на загальних виборах 1948 року. На подив багатьох, лідер партії Шон Макбрайд обрав Брауна одним із двох партійних міністрів, а саме міністром охорони здоров'я, у новому уряді. Браун став одним із небагатьох медичних працівників, призначених міністром у перший день роботи в Дойл Ерен.

## Міністр охорони здоров'я
Біла книга про запропоновані реформи охорони здоров'я, підготовлена попереднім урядом, сприяла прийняттю Закону про охорону здоров'я 1947 року. У лютому 1948 року Браун став міністром охорони здоров'я та розпочав реформи, що втілювали в життя пропозиції, описані в книзі і прийняті у Законі.
Реформи охорони здоров'я збіглися з розробкою нової вакцини та нових препаратів (наприклад, БЦЖ та пеніциліну), які дозволяли лікувати захворювання, що раніше не піддавалися лікуванню. Браун запровадив масове безоплатне обстеження хворих на туберкульоз і розпочав масштабну програму будівництва нових лікарень і санаторіїв, що фінансувалися прибутками та накопиченнями інвестицій з фондів Hospital Sweeps, контрольованих Департаментом охорони здоров'я. Разом із впровадженням лікуванням стрептоміцином, це допомогло різко знизити захворюваність на туберкульоз в Ірландії.
На посаді міністра охорони здоров'я, Браун вступив у конфлікт з єпископами католицької церкви та медиками через програму матері та дитини. Реформа, передбачена Законом про охорону здоров'я 1947 року, гарантувала безоплатне медичне обслуговування для всіх матерів і дітей віком до 16 років за державний кошт без перевірки матеріального становища, крок, який на той час вважався радикальним в Ірландії, але не в решті країни Європи. Практично всі лікарі приватної практики виступили проти цієї схеми, оскільки вона підірвала б модель «плата за послугу», від якої залежав їхній дохід.
Церква контролювала багато лікарень і рішуче виступала проти розширення «соціалізованої медицини» в Ірландській Республіці (хоча ніколи не виступала проти її надання через Британську національну службу охорони здоров'я в Північній Ірландії). Вони стверджували, що програма матері та дитини порушує батьківські права, і побоювалися, що надання нерелігійних медичних порад матерям призведе до контролю над народжуваністю, що суперечить католицькому вченню. Вони недолюблювали Брауна, вважаючи його «Трініті-католиком» (того, хто кинув виклик постанові Церкви про те, що віряни не повинні відвідувати дублінський Триніті-коледж, який заснували протестанти і протягом багатьох років не дозволяв католикам там навчатися).
Під тиском єпископів коаліційний уряд відмовився від програми матері та дитини та змусив Брауна піти у відставку з посади міністра охорони здоров'я.
12 квітня 1951 року він виклав свою версію подій у промові про відставку перед Дойлом. Зокрема, висловив жаль з приводу того, що уряд передав його план Церкві на затвердження, щоб подати як церковну, а не урядову політику, не залишивши йому ніякого вибору, окрім як піти у відставку з посади міністра. Тишех Джон Костелло, негайно відповів: «я рідко чую заяви, в яких було так багато — дозвольте мені сказати це якомога більш милосердно — неточностей, спотворень й оманливих тверджень», і надав повну відповідь за кілька годин. Після свого виходу з уряду Браун збентежив опонентів, підготувавши публікацію для «Айріш Таймс» на основі листування Костелло та Макбрайда з католицькою церквою, в якій детально описувалась їхня капітуляція перед єпископами.
Суперечка через програму матері та дитини спричинила падіння коаліційного уряду, в якому Браун був міністром. Але церковна опозиція соціалізованій медицині тривала і під час наступного уряду Фіанни Файл. Теократія не прийняла програму матері та дитини без перевірки доходів, навіть коли Фіанна Файл знизила вікову межу з шістнадцяти років до шести тижнів, але уряд знову відступив.

## Подальша політична кар'єра

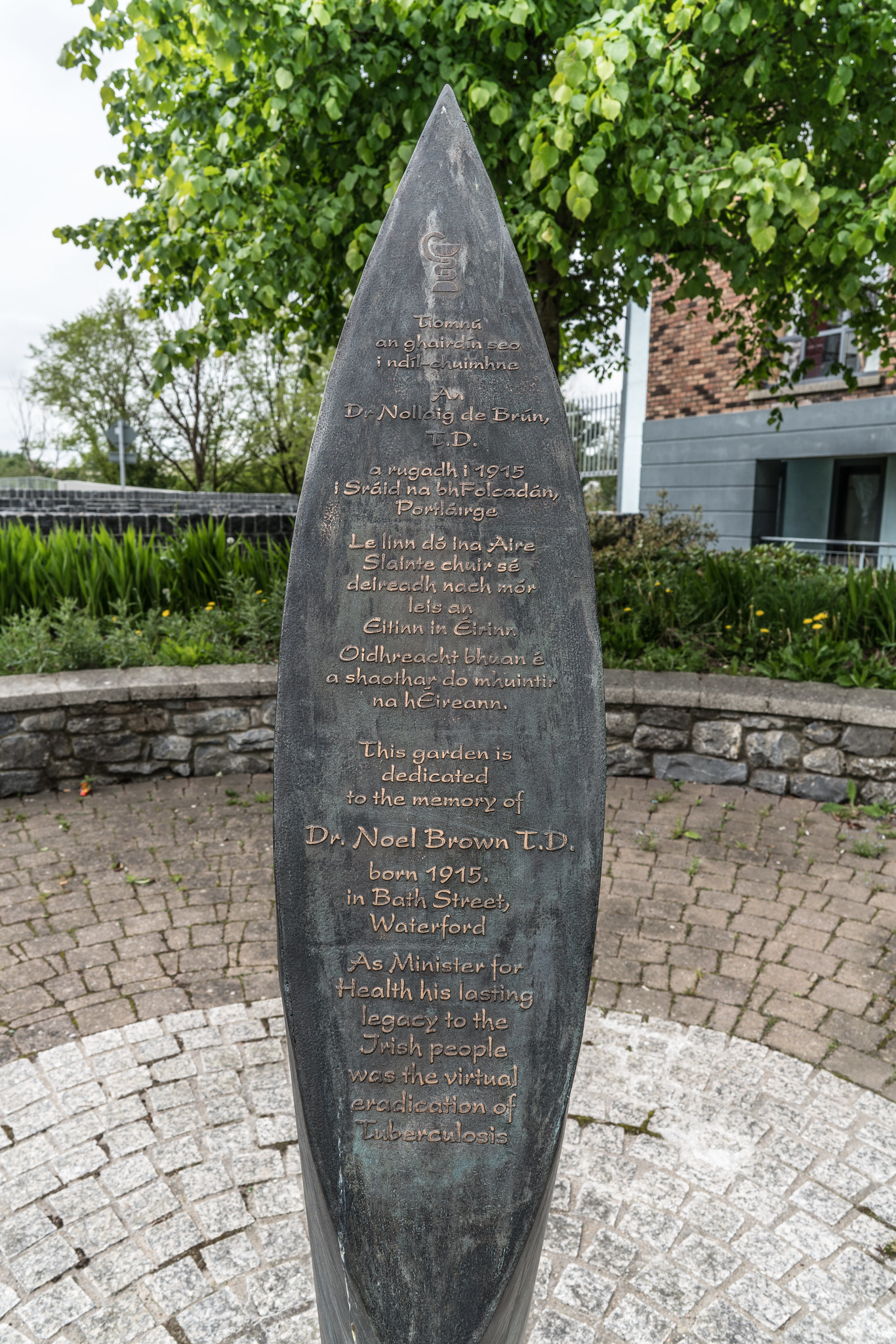
Пам'ятник Брауну в графстві Вотерфорд

Після відставки з посади міністра охорони здоров'я Браун покинув Кланн на Поблахта, але на наступних виборах був переобраний в Дойл як незалежний депутат від Південно-Східного Дубліна.
Браун приєднався до Фіанна Файл у 1953 році, але втратив своє місце в Дойл Ерен на загальних виборах 1954 року. Його не вибрали кандидатом на загальних виборах 1957 року, і він вийшов з партії. На тих виборах його переобрали як незалежного депутата.
1958 року разом з Джеком Макквілланом він заснував партію Національних прогресивних демократів. Браун зберіг своє місце на загальних виборах 1961 року, але 1963 року він і Макквіллан приєдналися до Лейбористської партії, розпустивши Національних прогресивних демократів. Однак Браун втратив своє місце на загальних виборах 1965 року.
Протягом 1960-х і 1970-х років Браун став гучним противником апартеїду в Південній Африці. 1970 року був серед тих, хто протестував біля Томонд-парку в Лімерику та на Ленсдаун-роуд у Дубліні, коли Ірландія грала проти збірної Південної Африки з регбі. Браун публічно закликав до «поступово розширюваного бойкоту імпорту південноафриканської продукції, яке підтримує АНК».
На загальних виборах 1969 року його переобрали депутатом Лейбористської партії від Південно-Східного Дубліна. Він не домагався висунення від Лейбористської партії на загальних виборах 1973 року, натомість отримав місце в Шенад Ерені для Дублінського університетського виборчого округу. Він залишався в Шенаді до загальних виборів 1977 року, коли отримав місце в окрузі Дубліні Артан як незалежний лейбористський депутат, знову без висування від партії.
1977 року Браун був першим ірландським парламентарем, який закликав до реформування законодавства щодо гомосексуалізму, який на той час був незаконним, 1979 року був одним із небагатьох ірландських політиків, які відвідали відкриття Центру Гіршфельда, першого в Дубліні ЛГБТ-центру повного робочого дня. 2021 року Лео Варадкар припустив, що під час роботи Брауна в Шенаді він був першим членом Ерахтас, який коли-небудь виступав за легальні аборти.
Браун приєднався до нової Соціалістичної лейбористської партії і на короткий час був її єдиним депутатом, забезпечивши вибори до Північно-Центрального Дубліна на загальних виборах 1981 року. Браун пішов з політики на загальних виборах у лютому 1982 року.

## Пропозиція кандидатури в президенти
1990 року низка лівих представників Лейбористської партії на чолі з Майклом Гіґґінсом звернулися до Брауна з пропозицією стати кандидатом від партії на президентських виборах, які мають відбутися пізніше того ж року. Попри слабке здоров'я, Браун погодився. Однак ця пропозиція жахнула лідера партії Річарда Спрінга та його близьких соратників з двох причин. По-перше, керівництво таємно вирішило висувати Мері Робінсон, адвоката та колишнього сенатора. По-друге, багато хто навколо Спрінга були «приголомшені» ідеєю висувати Брауна, вважаючи, що він «мало чи зовсім не поважає партію» і «ймовірно, у будь-якому випадку самознищиться як кандидат». Коли Спрінг повідомив Брауну телефоном, що адміністративна рада партії вибрала Робінсон, а не його, Браун поклав слухавку.
Браун провів решту сім років свого життя, постійно критикуючи Робінсон, яка згодом виграла вибори, таким чином ставши сьомим президентом Ірландії. Під час виборчої кампанії він також висловив підтримку кандидату-супернику від Фіне Гел Остіну Каррі.

## Особистість
Небагато постатей Ірландії XX століття були такими суперечливими, як Ноель Браун Для своїх прихильників він був динамічним лібералом, який виступав проти консервативного та реакційного католицизму. Для своїх опонентів він був нестабільною, темпераментною та важкою людиною, яка сама стала причиною більшості своїх нещасть. 1986 року Браун опублікував свою автобіографію «Against the Tide», яка стала, на думку «Айріш таймс», «видавничою сенсацією» і розійшлася накладом понад 80 000 примірників за короткий термін. Такі історики, як доктор Рут Барінгтон, яка багато писала про політику охорони здоров'я Ірландії та мала доступ до файлів 1940-х і 1950-х років, поставили під сумнів достовірність книги.
Десятиліттям пізніше один із головних чиновників Лейбористської партії Фергюс Фінлі сказав, що Браун перетворився на «поганого й сварливого старого». Історик і політолог Моріс Меннінг писав, що Браун «мав здатність викликати шалену лояльність, але багато хто з тих, хто працював з ним і проти нього протягом багатьох років, вважали його важким, егоцентричним, не бажали прийняти добросовісність своїх опонентів і часто був глибоко несправедливим у своїй нетерпимості до тих, хто з ним не погоджувався».
Однак деякі з цих передбачуваних «труднощів» виникли через те, що Браун був глухий на одне вухо через інфекцію. Пояснення такої поведінки з'явилося 2000 року на основі більш раннього інтерв'ю з Брауном.
Після відходу з політики Браун разом із дружиною Філліс переїхав до Бейле-на-Абханн, графство Голвей, де помер 21 травня 1997 року у віці 81 року.

## Спадщина
У громадському опитуванні RTÉ 2010 року він увійшов до десятки найвидатніших постатей Ірландії.
2021 року Лео Варадкар прочитав спеціальну лекцію про Брауна для студентів Тиніті-коледжу Дубліна, у якій підсумував кар'єру Брауна. Варадкар відзначив його сварливу репутацію, але в цілому похвалив, при цьому Варадкар заявив, що він завжди «захоплювався його ідеалізмом, пристрастю та рішучістю відстоювати справи та людей, у які він вірив».